# Franciszek Smelkowski

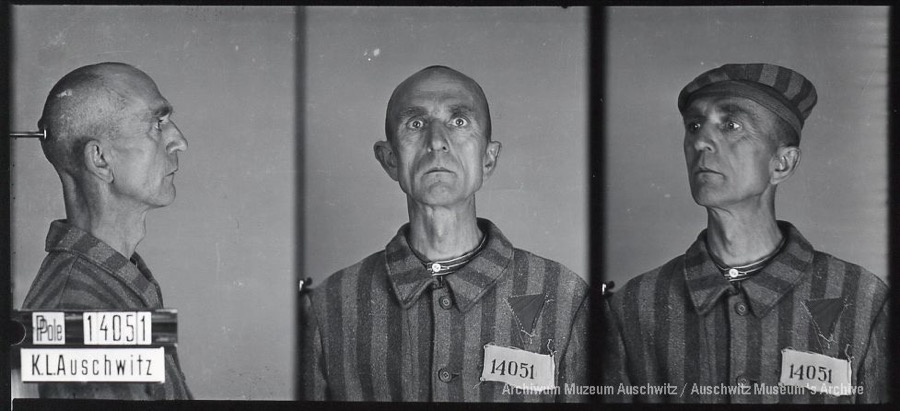
Franciszek Smelkowski jako więzień KL Auschwitz nr 14051

Franciszek Jan Smelkowski (ur. 27 stycznia 1888 w Gniewie, zm. 5 kwietnia 1942 w KL Auschwitz) – podpułkownik piechoty Wojska Polskiego.

## Życiorys
Studiował w Seminarium Duchownym w Pelplinie. Należał do Młodokaszubów z Kociewia. Jako kleryk w latach 1909–1911 współpracował z „Gryfem” pisząc pod pseudonimem Gniewosz.
Do Wojska Polskiego został przyjęty z byłej armii niemieckiej. Pełnił służbę w 36 Pułku Piechoty Legii Akademickiej w Warszawie. W czerwcu 1921 był przydzielony z macierzystego pułku do Okręgowej Szkoły Podoficerów Nr 4. 3 maja 1922 został zweryfikowany w stopniu kapitana ze starszeństwem z 1 czerwca 1919 i 18. lokatą w korpusie oficerów piechoty. W lipcu tego roku został zatwierdzony na stanowisku pełniącego obowiązki dowódcy I batalionu. 31 marca 1924 został mianowany majorem ze starszeństwem z 1 lipca 1923 i 4. lokatą w korpusie oficerów piechoty. W tym samym roku był przydzielony do Departamentu Piechoty Ministerstwa Spraw Wojskowych. W listopadzie 1925 został przesunięty w 36 pp ze stanowiska kwatermistrza na stanowisko dowódcy I batalionu. W sierpniu 1926 został przeniesiony do 17 Pułku Piechoty w Rzeszowie na stanowisko dowódcy I batalionu. W kwietniu 1928 został przesunięty na stanowisko kwatermistrza. 24 grudnia 1929 został mianowany podpułkownikiem ze starszeństwem z 1 stycznia 1930 i 3. lokatą w korpusie oficerów piechoty. W styczniu 1930 został przeniesiony do 44 Pułku Piechoty w Równem na stanowisko zastępcy dowódcy pułku. W marcu 1932 został przeniesiony do Powiatowej Komendy Uzupełnień Sosnowiec na stanowisko komendanta. W 1938 był już w stanie spoczynku.
W czasie okupacji niemieckiej został aresztowany i osadzony w zamku w Lublinie. 6 kwietnia 1941 przybył do obozu koncentracyjnego w Auschwitz, gdzie zginął 5 kwietnia następnego roku.

## Ordery i odznaczenia
- Krzyż Walecznych trzykrotnie[20][21]
- Złoty Krzyż Zasługi – 1938 „za całokształt zasług w służbie wojskowej”[18][1]